# Mont Hamilton
Le mont Hamilton est une montagne de Californie située dans la chaîne Diablo, dans le comté de Santa Clara, aux États-Unis. Le mont Hamilton a une altitude de 1 284 mètres. Il surplombe la vallée de Santa-Clara et abrite l'observatoire Lick qui fut le premier observatoire situé en haut d'une montagne à être occupé de façon permanente. Les autres sommets le long de la crête de la chaîne de montagnes portent le nom d'astronomes célèbres.
Le plus haut sommet est le Copernic à plus de 1 330 m d'altitude, nommé d'après Nicolas Copernic. Le pic Kepler porte le nom de Johannes Kepler, vient ensuite le pic de l'observatoire à 1 285 m. Ce dernier était de près de dix mètres plus haut avant qu'il ne soit nivelé lors de la construction de l'observatoire Lick dans les années 1880. L'astéroïde (452) Hamiltonia, découvert en 1899, est nommé d'après la montagne,,.
Les pentes du mont Hamilton sont également le lieu de nidification de l'aigle royal. Par temps clair, les montagnes de Santa Cruz, de Monterey Bay, la péninsule de Monterey, et même le parc national de Yosemite sont visibles depuis le sommet de la montagne.